# جونگ جون وون
جونگ جون وون (انگلیسی: Jung Joon-won؛ زادهٔ ۱۳ ژانویهٔ ۱۹۸۸) بازیگر اهل کره جنوبی است.
از فیلم‌ها یا برنامه‌های تلویزیونی که وی در آن نقش داشته‌است می‌توان به پرسونا اشاره کرد.